# Даріо Джумич
Даріо Джумич (босн. Dario Đumić, нар. 30 січня 1992, Сараєво, СФРЮ) — боснійський футболіст, захисник німецького клубу «Зандгаузен».

## Клубна кар'єра
Вихованець футбольної школи клубу «Норвіч Сіті». Дорослу футбольну кар'єру розпочав 2009 року в основній команді того ж клубу, в якій провів один сезон.
Привернув увагу представників тренерського штабу клубу «Брондбю», до складу якого приєднався 2010 року. Відіграв за команду з Брондбю наступні шість сезонів своєї ігрової кар'єри.
Протягом 2016—2017 років захищав кольори команди клубу «Неймеген».
До складу клубу «Утрехт» приєднався 2017 року.

## Виступи за збірні
2008 року дебютував у складі юнацької збірної Данії, взяв участь у 33 іграх на юнацькому рівні, відзначившись 4 забитими голами.
2012 року залучався до складу молодіжної збірної Данії. На молодіжному рівні зіграв у 4 офіційних матчах.
2017 року дебютував в офіційних матчах у складі національної збірної Боснії і Герцеговини.
| Дата       | Місто    | Господарі            | Результат | Гості                | Турнір            | Голи | Примітки |
| ---------- | -------- | -------------------- | --------- | -------------------- | ----------------- | ---- | -------- |
| 28-3-2017  | Ельбасан | Албанія              | 1 – 2     | Боснія і Герцеговина | товариський матч  | -    |          |
| 9-6-2017   | Зениця   | Боснія і Герцеговина | 0 – 0     | Греція               | Відбір до ЧС 2018 | -    | 69'      |
| 3-9-2017   | Фару     | Гібралтар            | 0 – 4     | Боснія і Герцеговина | Відбір до ЧС 2018 | -    | 85'      |
| 7-10-2017  | Сараєво  | Боснія і Герцеговина | 3 – 4     | Бельгія              | Відбір до ЧС 2018 | 1    |          |
| 10-10-2017 | Таллінн  | Естонія              | 1 – 2     | Боснія і Герцеговина | Відбір до ЧС 2018 | -    | 46'      |
| Усього     |          | Матчів               | 5         |                      | Голів             | 1    |          |